# Rolf Nitzsche
Rolf Nitzsche (Zittau, 18 de septiembre de 1930-Berlín, 3 de agosto de 2015) fue un ciclista de pista alemán.
Fue uno de los ciclistas de pista más versátiles de la República Democrática Alemana (RDA). Entre 1951 y 1959 consiguió doce campeonatos de la RDA en sprint, kilómetro contrarreloj, Madison, tándem y persecución por equipos. Sus entrenadores, que también lo eran de su compañero de tándem Joachim Popke, fueron los campeones olímpicos Ernst Ihbe y Carl Lorenz.
Participó en los Juegos Olímpicos de Melbourne 1956 en un cuarteto formado por él, Manfred Gieseler, Siegfried Köhler y Werner Malitz. A los Juegos Olímpicos de Roma 1960 acudió como suplente.
Después de terminar su carrera deportiva fue entrenador en categorías inferiores del equipo SC Dynamo Berlin. Se le considera el descubridor del campeón olímpico Guido Fulst, que en 1989 con 19 años se proclamó campeón del mundo en Lyon.